# IC 4865
IC 4865 је двојна звијезда у сазвјежђу Телескоп која се налази на листи објеката дубоког неба у Индекс каталогу.
Деклинација објекта је - 46° 41' 54" а ректасцензија 19h 30m 50,3s.